# François Scalion de Virbluneau
Pour les articles homonymes, voir Lesieur.
Œuvres principales
- Les Loyalles et pudicques amours, recueil poétique, 1599

François Scalion de Virbluneau, sieur d'Ofayel, est un poète français de la seconde moitié du XVIe siècle, auteur en 1599, de Loyalles et Pudiques Amours. Il fut redécouvert par Théophile Gautier qui le qualifiait de « gigantesquement médiocre », puis remis à l'honneur à la fin du XXe siècle dans des anthologies de la poésie baroque.

## Biographie
On ignore presque tout de sa vie: tout ce qu'on en sait n'est tiré que de son recueil poétique: il commença à faire la cour à une beauté rebelle qu'il tenta de gagner par toutes les fleurs d'une rhétorique ronsardisante, mais en vain; la seconde dame qu'il courtisa semble s'être montrée beaucoup plus accessible, ce dont témoigne le titre du second livre de ses vers: Les prospères amours...
Il revendiquait dans ses poèmes un anti-intellectualisme, une simplicité et un dédain des anciens et des humanités qui le rapprochent sur ce point de Marc de Papillon de Lasphrise et d'Adam Billaut.

## Œuvre
- Les Loyalles et pudicques amours (suivies des Prospères amours), Paris, 1599[4], seul recueil (et même seule œuvre connue) de cet auteur, commenté par Th. Gautier et Viollet-le-Duc père[5]